# Палац Потоцьких (Печера)
Печера — колишнє містечко на р. Бог (Південний Буг), що на Поділлі. В той час як у 1672 за Бучацьким договором ця частина Поділля перейшла під протекторат Туреччини, господарем та управителем був призначений молдовський Дука, з обов'язком жити в цих краях. В той час усі міста Брацлавщини стали пусткою. За резиденцію Дука обрав містечко Печеру. Він не проживав тут постійно, але приїзджав декілька разів на рік. Дука вибудував у Печері палац, заклав тут парк та направив у парк воду з річки. Давніше Печера належала Заславським та Вишневецьким.
Печера належала пізніше Станіславу Потоцькому і перейшла як посаг до його доньки Октавії одруженої з Яном Свейковським, вони збудували в Печері свою резиденцію. Палац в Печері був збудований за зразком тульчинського палацу, тільки був менший за розмірами.
26 грудня 1917 почався погром палацу Потоцьких та тривав два дні, тоді були спалені всі документи та частково бібліотека. Частину бібліотеки було вивезено до Кракова.
На місці резиденції Потоцьких вибудувано лікарню. Від палацу залишилася каплиця та занедбаний парк. Сам палац був розібраний більшовиками в 1924 р.
Меморіальна табличка сповіщає про те, що в цьому місці під час фашистської окупації в 1941-1944рр. Знаходився табір смерті «Мертва петля» для єврейського населення, де загинули тисячі невинних людей.
Споруда складається з підземної (власне склепу) та надземної частин (каплиці). У будівництві використовувалися різні матеріали: граніт, піщаник, бетон, дуб, призми люксфер, скляні цеглини фальконьє та інші. Частина зовнішніх вікон були заповнені скляними цеглинами фальконьє, виготовленими в Польщі на заводі Blumenthal & Steck у Варшаві, самі вікна не збереглися, окремі цеглини можна бачити в експозиції сучасного храму. Склоблоки моделі №9 були зроблені у трьох кольорах: синьому, помаранчевому та блякло-зеленому та були викладені за певним малюнком.

## Галерея

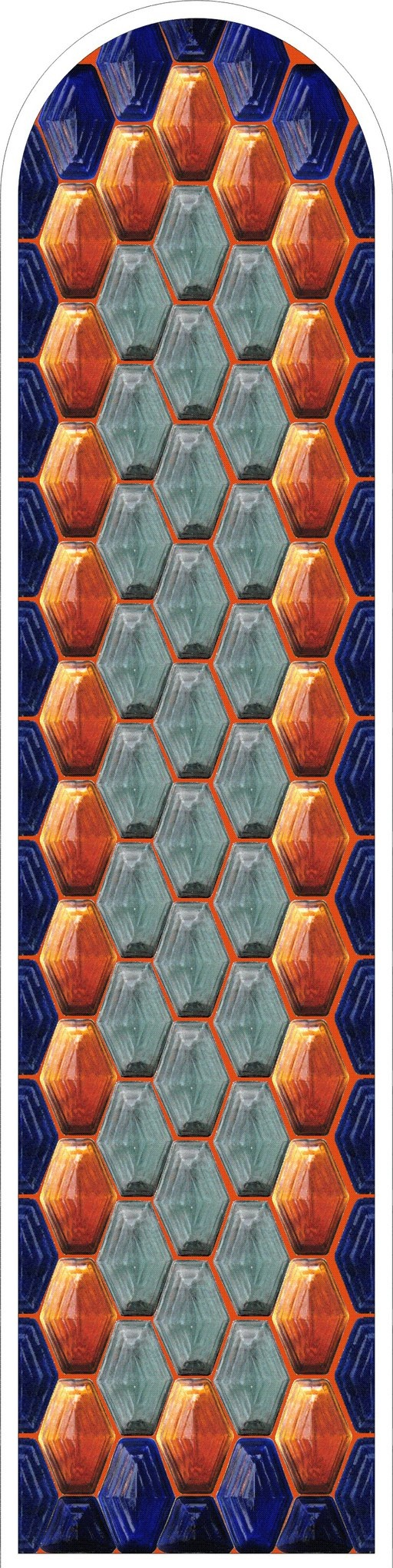
Графічна реконструкція вікна. Автори: Анатолій Ізотов та Євген Совінський. 2014

|                         |
| Склеп родини Потоцьких. |

|                             |
| Склеп Потоцьких у с. Печері |

|                                                         |
| Залишки скульптури у парку колишнього палацу Потоцьких. |

|                                                       |
| Сходи до річки від парку колишнього палацу Потоцьких. |